# Dani Rovira
Daniel Rovira de Rivas (Almargen, Málaga, 1 de noviembre de 1980), conocido artísticamente como Dani Rovira, es un actor, comediante, locutor, presentador y filántropo español. Ganó el Premio Goya en 2015 a mejor actor revelación por la película Ocho apellidos vascos, dirigida por Emilio Martínez-Lázaro.

## Biografía
Dani Rovira nació en el pueblo malagueño de Almargen, hijo de Andrés Rovira Caro y Juana de Rivas Lobato. Estudió en el Colegio Rosario Moreno, y es Licenciado en Ciencias de la Actividad Física y el Deporte por la Universidad de Granada.
Además, fue miembro de un programa de monólogversidad de Granada (1999-2004), habiendo cursado el último año en Oporto (Portugal) dentro del Programa Erasmus. Es miembro de la Liga de Match de Improvisación de la Ciudad de Granada, habiendo cursado «El Match de Improvisación» y 'Técnica Narrativa y Motores de la Improvisación' por Borja Cortés (Teatro Asura, Madrid) y «La Acción, el Espacio, el Tiempo y el Personaje en la Improvisación» por Osqui Guzmán (Argentina). Para pagarse sus estudios trabajaba en una casa de té en Granada, de la cual dice haber aprendido mucho de aquella experiencia.

## Vida personal
En 2014 comenzó una relación sentimental con la actriz Clara Lago, a quien conoció en Ocho apellidos vascos la cual terminó en 2019.
El 25 de marzo de 2020 hizo público que padecía un linfoma de Hodgkin, un tipo de cáncer que afecta al sistema inmunológico. En septiembre del mismo año anunció que se había curado del mismo.

## Trayectoria profesional

### Primeros años
Tras licenciarse, fue derivando hacia la comedia, dedicándose a contar monólogos por bares y cafeterías, y en el programa Nuevos cómicos  de Comedy Central. Con el paso del tiempo, logró abrirse camino en el mundo de la comedia trabajando para programas de televisión como Estas no son las noticias (Cuatro) y colaborando en Con hache de Eva (laSexta). Además de sus participaciones en el programa El club de la comedia, formó parte del equipo de No le digas a mamá que trabajo en la tele (Cuatro), junto a Goyo Jiménez, David Perdomo o Iñaki Urrutia, y de Alguien tenía que decirlo (laSexta), junto a Txabi Franquesa y David Broncano. Durante dos años, colaboró en el programa Abierto hasta las 2 (Radio Nacional de España), junto a Quequé.
Mientras avanzaba en su carrera en televisión, Dani continuaba de gira por toda España con los espectáculos Monólogos 10 y Las noches de el club de la comedia compartiendo escenario con otros monologuistas como Miguel Lago, Txabi Franquesa o David Broncano entre muchos otros. También de representar su propio espectáculo ¿Quieres salir conmigo? en Barcelona (Teatre Alexandra) y Madrid (Teatro Alcázar), el cual finaliza en 2014.

### Salto a la popularidad:Ocho apellidos vascos
En verano de 2013 comenzó el rodaje de Ocho apellidos vascos junto a Clara Lago, Karra Elejalde y Carmen Machi, siendo este su debut como actor en el cine. Tras grabar la película, empezó con el rodaje de la serie de Globomedia, B&B en (Telecinco), donde interpreta a Juan, un becario en la redacción de la revista B&B, junto a otros actores como Belén Rueda, Macarena García, Fran Perea, Carlos Iglesias, Neus Sanz o Luisa Martín entre otros muchos más. En marzo de 2014 se estrenó Ocho apellidos vascos con un rotundo éxito, convirtiéndose en la película más taquillera de la historia del cine español. A raíz de esta película consiguió atraer la atención de los círculos cinéfilos e introducirse en el cine español.
El 7 de febrero de 2015, fue el encargado de presentar la XXIX edición de los Premios Goya. Ganó el premio a actor revelación de ese mismo año por la película Ocho apellidos vascos. También presentó la XXX edición de los Premios Goya en 2016 por segunda vez y la XXXI edición en 2017 por tercera vez.
En 2015 protagoniza la comedia Ahora o nunca, que contó en su reparto con María Valverde, Jordi Sánchez, Yolanda Ramos, Clara Lago y la cantante Melody, entre otros actores. El 20 de noviembre de 2015 estrena Ocho apellidos catalanes, secuela de Ocho apellidos vascos, causando gran expectación.
El 12 de noviembre de 2015 publica su primer libro «Agujetas en las alas y 88 razones para seguir volando», libro de pequeñas historias ilustradas por Mónica de Rivas.

### Proyectos cinematográficos:100 metros,SuperlópezoMi amor perdido
En 2016 estrenó El futuro no es lo que era como protagonista, junto a Carmen Maura, donde interpreta a un vidente. El 4 de noviembre de 2016 estrena su mayor reto como actor, su primera película dramática, 100 metros, dirigida por Marcel Barrena, donde interpreta a un hombre que padece esclerosis múltiple.
En 2018 fue uno de los protagonistas de la comedia Thi Mai, rumbo a Vietnam junto a Carmen Machi, Adriana Ozores y Aitana Sánchez-Gijón. Ese mismo año, el director Emilio Martínez Lázaro, volvió a contar con Dani Rovira para su nueva comedia romántica, Miamor perdido, que protagoniza junto a Michelle Jenner, donde interpreta a Mario, un personaje inspirado en el mismo actor. También ese año protagonizó Superlópez de Javier Ruiz Caldera, donde se mete en la piel del mítico personaje de cómic.
En 2019 protagonizó la película Taxi a Gibraltar de Alejo Flah, junto a Joaquín Furriel, Ingrid García-Jonsson y María Hervás. Ese mismo año protagonizó también la comedia Los Japón de Álvaro Díaz Lorenzo, junto a María León.

### Vuelta a la televisión y salto internacional
En 2021 regresó a televisión como presentador del programa La noche D emitido en Televisión Española, que se mantuvo en emisión entre enero y marzo del mismo año, con diez entregas. Ese mismo año presentó también un especial de comedia en Netflix Odio, que se estrenó mundialmente en la plataforma en febrero y que obtuvo muy buenas críticas. Además, en junio del mismo año, se anunció su fichaje por Canal Sur para presentar Desafío Ártico.
En 2020 comenzó la grabación de la película estadounidense Jungle Cruise, distribuida y producida por Walt Disney Pictures, donde interpreta a un personaje secundario, Sancho. La película se estrenó mundialmente en julio de 2021. En octubre del mismo año protagonizó la película dramática española Mediterráneo, con el papel de Gerard Canals, inspirada en el nacimiento de la Proactiva Open Arms y en noviembre la película cómica navideña Cuidado con lo que deseas, dirigida por Fernando Colomo. A principios de noviembre protagonizó también uno de los episodios del remake de la serie Historias para no dormir.
En julio de 2024 protagonizó la película El campeón, un filme original de Netflix sobre el fútbol, donde interpreta a Álex Castro, un psicólogo que tiene que lidiar con un jugador rebelde.

## Filantropía y otras causas sociales
En 2017, Rovira funda junto a Clara Lago la «Fundación Ochotumbao» como una vía para atender y colaborar en proyectos dirigidos a mejorar la vida de las personas más desfavorecidas, la conservación del medio ambiente y la defensa de los animales. Entre otros, en su primer año realizan campañas de apoyo a Save the Children, a la investigación del Síndrome de Rett y diferentes asociaciones animalistas.

## Filmografía

### Cine
| Año  | Título original               | Personaje                  |
| ---- | ----------------------------- | -------------------------- |
| 2014 | Ocho apellidos vascos         | Rafael «Rafa» Quirós       |
| 2015 | Ahora o nunca                 | Alejandro «Álex» Fernández |
| 2015 | Ocho apellidos catalanes      | Rafael «Rafa» Quirós       |
| 2016 | El futuro ya no es lo que era | Carlos                     |
| 2016 | 100 metros                    | Ramón Arroyo               |
| 2017 | Thi Mai, rumbo a Vietnam      | Andrés                     |
| 2018 | Superlópez                    | Juan López / Superlópez    |
| 2018 | Todos los caminos             | Él mismo                   |
| 2018 | Miamor perdido                | Mario Laguna               |
| 2019 | Taxi a Gibraltar              | León Lafuente              |
| 2019 | Los Japón                     | Paco Japón                 |
| 2021 | Jungle Cruise                 | Sancho                     |
| 2021 | Mediterráneo                  | Gerard Canals              |
| 2021 | Cuidado con lo que deseas     | Miguel                     |
| 2022 | Voy a pasármelo bien          | Paco Perona                |
| 2024 | El bus de la vida             | Andrés                     |
| 2024 | El campeón                    | Alejandro «Álex» Castro    |
| 2024 | Cuerpo escombro               | Javi                       |

#### Como actor de doblaje
| Año  | Título original                     | Personaje      | Notas              |
| ---- | ----------------------------------- | -------------- | ------------------ |
| 2013 | Cloudy with a Chance of Meatballs 2 | Brent McHale   | Doblaje al español |
| 2015 | Atrapa la bandera                   | Richard Carson | Voz                |
| 2016 | Ozzy                                | Fronky         | Voz                |
| 2018 | Peter Rabbit                        | Peter Rabbit   | Doblaje al español |
| 2021 | Peter Rabbit 2: A la fuga           | Peter Rabbit   | Doblaje al español |

### Programas de televisión

#### Como presentador
| Año         | Título                                    | Cadena      | Función     |
| ----------- | ----------------------------------------- | ----------- | ----------- |
| 2011        | No le digas a mamá que trabajo en la tele | Cuatro      | Presentador |
| 2012        | Alguien tenía que decirlo                 | La Sexta    | Presentador |
| 2013        | Óxido nitroso                             | Canal+      | Presentador |
| 2015        | XXIX edición de los Premios Goya          | La 1        | Presentador |
| 2016        | XXX edición de los Premios Goya           | La 1        | Presentador |
| 2017        | XXXI edición de los Premios Goya          | La 1        | Presentador |
| 2021        | Odio                                      | Netflix     | Presentador |
| 2021 - 2022 | La noche D                                | La 1        | Presentador |
| 2022        | Desafío Ártico                            | Canal Sur   | Presentador |
| 2022        | Mi año favorito                           | Movistar+   | Presentador |
| 2023        | El castillo de Takeshi                    | Prime Video | Presentador |
| 2025        | Vale la pena                              | Netflix     | Presentador |

#### Como colaborador
| Año         | Título                    | Cadena           | Función     |
| ----------- | ------------------------- | ---------------- | ----------- |
| 2008 - 2010 | Nuevos cómicos            | Paramount Comedy | Colaborador |
| 2008        | Smonka!                   | Paramount Comedy | Colaborador |
| 2008        | Estas no son las noticias | Cuatro           | Colaborador |
| 2011 - 2015 | El club de la comedia     | La Sexta         | Humorista   |
| 2014 - 2015 | El hormiguero             | Antena 3         | Colaborador |
| 2016 - 2017 | LocoMundo                 | #0               | Colaborador |
| 2018 - 2020 | La resistencia            | #0               | Colaborador |

#### Como invitado
| Año  | Título           | Cadena              | Función  |
| ---- | ---------------- | ------------------- | -------- |
| 2009 | Password         | Cuatro              | Invitado |
| 2011 | Con hache de Eva | La Sexta            | Invitado |
| 2013 | El intermedio    | La Sexta            | Invitado |
| 2013 | Zapeando         | La Sexta            | Invitado |
| 2014 | Todo va bien     | Cuatro              | Invitado |
| 2014 | Taraská TV       | Factoría de Ficción | Invitado |
| 2015 | MovieBerto       | Paramount Channel   | Invitado |
| 2015 | Sopa de gansos   | Cuatro              | Invitado |
| 2015 | En el aire       | La Sexta            | Invitado |
| 2016 | Late motiv       | #0                  | Invitado |
| 2018 | Viva la vida     | Telecinco           | Invitado |
| 2019 | Volverte a ver   | Telecinco           | Invitado |
| 2021 | Scott y Milá     | #0                  | Invitado |
| 2021 | B.S.O.           | #0                  | Invitado |
| 2025 | La revuelta      | La 1                | Invitado |

### Series de televisión
| Año         | Título                   | Cadena                | Personaje      | Notas                          |
| ----------- | ------------------------ | --------------------- | -------------- | ------------------------------ |
| 2014 - 2015 | B&b, de boca en boca     | Juan Gutiérrez García | Telecinco      | Elenco principal, 23 episodios |
| 2021        | Historias para no dormir | Baldo Giráldez        | Prime Video    | Elenco principal, 1 episodio   |
| 2024        | Terapia alternativa      | Darío                 | Star+          | Elenco principal, 7 episodios  |
| 2024        | Bellas artes             | Josep Dumas           | Movistar Plus+ | Elenco secundario, 3 episodios |
| 2025        | Cuando nadie nos ve      | Víctor Martín         | Max            | Elenco principal, 8 episodios  |

## Publicidad
- Mahou (2014).
- Kalise junto a Andrés Iniesta, y Cristina Pedroche (2014).
- El Corte Inglés con Clara Lago (2014).
- Actimel (2015)
- Yatekomo Yakisoba (2015-2021)
- KIA (2020)
- Brita (2021)
- Lay's (2022-2023)

## Teatro
- Monólogos 10 (2010-2015) junto a Salva Reina y Dani Pérez.
- Las noches de "El Club de la Comedia" (2010-2015) junto a varios monologuistas como: Raúl Pérez, Quequé, Agustín Jiménez y Salva Reina.
- Te ríes de los nervios (2010-2012) junto a Quequé, Dani Martínez, David Broncano y Javier Coronas.
- ¿Quieres salir conmigo? (2010-2014).[39]
- Improviciados (2014-2015) junto a Clara Lago y Rafa Villena.
- Vale la pena (2024-2025).

## Radio
- 2010 - 2011: Abierto hasta las 2 (Radio Nacional de España).[40]

## Premios y nominaciones
Premios Goya
| Año  | Categoría              | Película              | Resultado |
| ---- | ---------------------- | --------------------- | --------- |
| 2015 | Mejor actor revelación | Ocho apellidos vascos | Ganador   |

Medallas del Círculo de Escritores Cinematográficos
| Año  | Categoría              | Película              | Resultado |
| ---- | ---------------------- | --------------------- | --------- |
| 2014 | Mejor actor revelación | Ocho apellidos vascos | Ganador   |

Neox Fan Awards
| Año  | Categoría           | Película      | Resultado |
| ---- | ------------------- | ------------- | --------- |
| 2015 | Mejor actor de cine | Ahora o nunca | Nominado  |

Premios Once Solidarios
| Año  | Categoría      | Película   | Resultado |
| ---- | -------------- | ---------- | --------- |
| 2017 | ONCE Solidario | 100 metros | Ganador   |